# Dorfkirche Klausdorf (Treuenbrietzen)

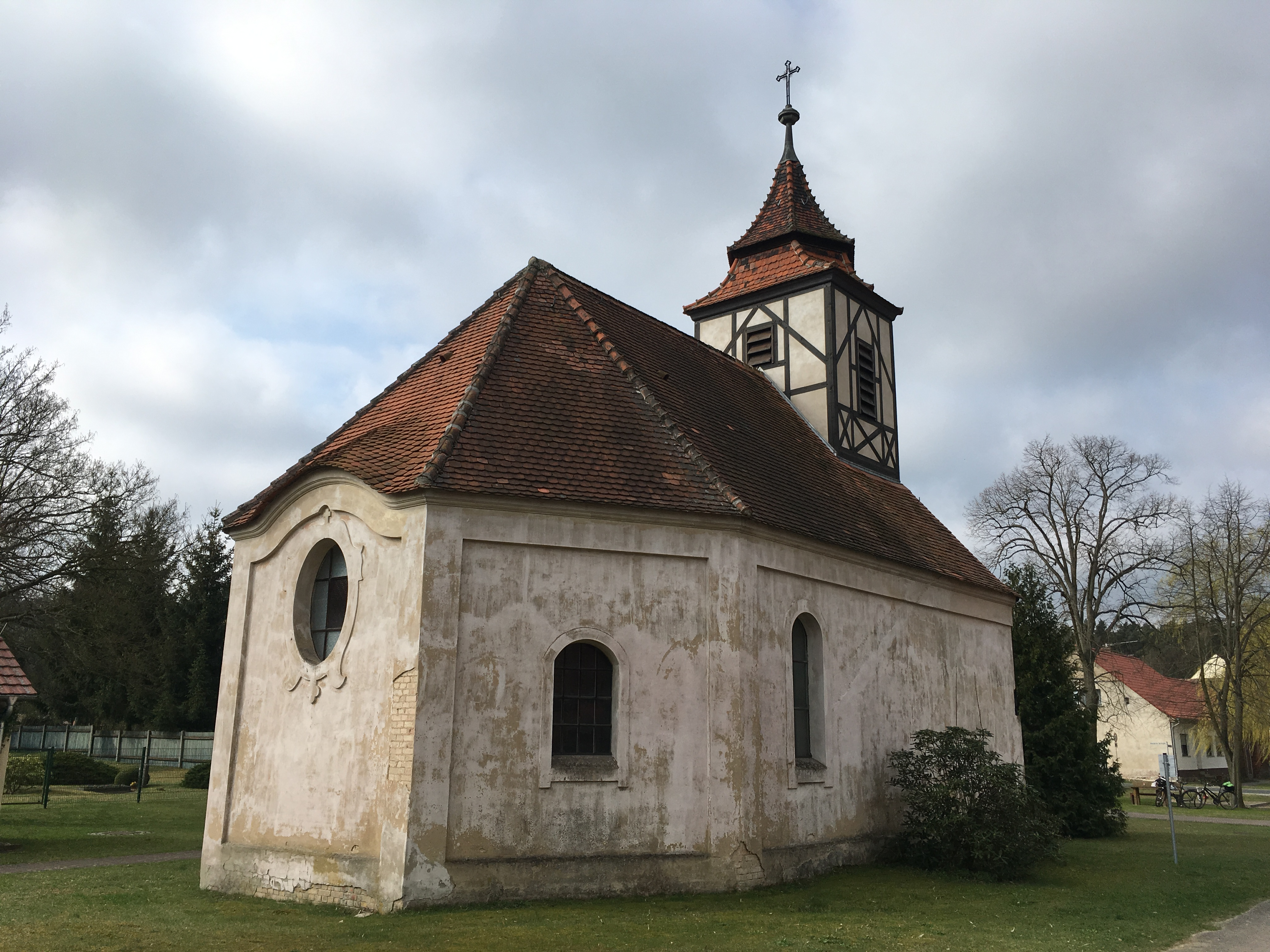
Dorfkirche Klausdorf

Die evangelische Dorfkirche Klausdorf ist eine neubarocke Saalkirche in Klausdorf, einem Gemeindeteil des Ortsteils Bardenitz der Stadt Treuenbrietzen im Landkreis Potsdam-Mittelmark im Land Brandenburg. Die Gemeinde gehört zum Evangelischen Kirchenkreis Zossen-Fläming der Evangelischen Kirche Berlin-Brandenburg-schlesische Oberlausitz.

## Lage
Durch Klausdorf führt in Nord-Süd-Richtung die Landstraße 812, die sich etwa in der Ortsmitte an einer Kreuzung weiter als Klausdorfer Dorfstraße nach Westen und Osten verzweigt. Die Kirche steht wenige Meter von dieser Kreuzung in östlicher Richtung und dort südlich der Straße. Eine Einfriedung ist nicht vorhanden.

## Geschichte

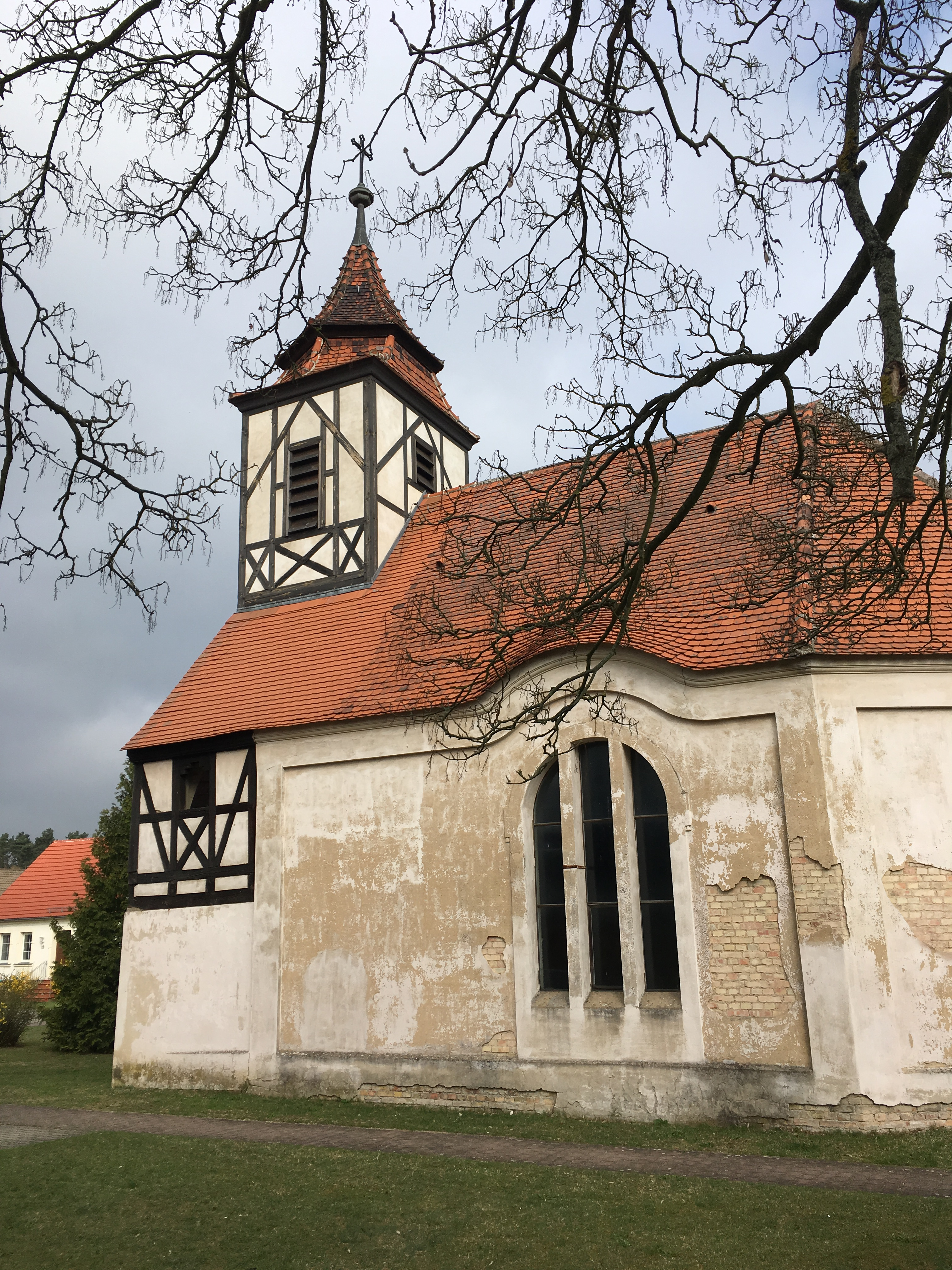
Südwand des Kirchenschiffs

Klausdorf wurde im Jahr 1311 erstmals urkundlich erwähnt und gelangte 1426 in den Besitz des Klosters Zinna. Zwischen 1435 und 1452 fiel der Ort wüst und wurde von den Zisterziensermönchen an die Bauern im benachbarten Pechüle verpachtet. Dort befand sich bereits seit dem ersten Drittel des 13. Jahrhunderts die Dorfkirche Pechüle, sodass die Bauern auf die Errichtung eines weiteren Sakralbaus in Klausdorf verzichteten. Sie nutzten die Fläche als Weideland für ihr Vieh. Dieser Zustand blieb über Jahrhunderte unverändert, bis 1748 Pfälzer in die Region kamen und Klausdorf entstand.
Doch auch die neuen Siedler begannen erst Anfang des 20. Jahrhunderts mit der Planung für ein eigenes Bauwerk. Unter der Leitung des Treuenbrietzener Maurermeisters Hannemann begannen Arbeiter 1907 mit der Errichtung des Sakralbaus. Die Kirchweihe fand am 27. April 1908 statt.
Im Ersten und auch im Zweiten Weltkrieg wurde der Bau schwer beschädigt und verfiel in den folgenden Jahrzehnten. Ein Fenster im Chor wurde zerstört; ein Kronleuchter, eine Fünte und ein Harmonium verschwanden. 1979 war der Zustand derart schlecht, dass das Bauwerk durch die Bauaufsicht gesperrt wurde: Der Kirchturm drohte einzustürzen. Die Kirchengemeinde weigerte sich jedoch, einem Abriss zuzustimmen und begann im Jahr 1984 mit der Instandsetzung, die mit einer erneuten Kirchweihe am 28. September 1986 vorläufig abgeschlossen wurde. Handwerker rissen dabei einen Anbau sowie eine überdachte Holztreppe ab und mauerten die Giebelwand mit den so gewonnenen Mauerziegeln aus.
Rund zwanzig Jahre später waren an dem Bauwerk jedoch erneut schwere Schäden zu verzeichnen, darunter auch durch den Orkan Kyrill. Wiederum gründete sich am 27. April 2010 ein Förderverein zum Erhalt der Kirche. Er erstellte ein Nutzungskonzept, das auch eine Verwendung als multifunktionales Gemeindezentrum beinhaltete – und begann mit der Spendensammlung. Zunächst wurde für knapp 70.000 Euro der Kirchturm saniert. Zwischenzeitlich mussten die Eigentumsverhältnisse geklärt werden, da das Land der Stadt Treuenbrietzen, das Bauwerk jedoch der Evangelischen Kirche gehörte. Die Kirchengemeinde entschied sich schließlich, auch das Bauwerk der Stadt zu übertragen. Mit zahlreichen Veranstaltungen, darunter Theateraufführungen, Konzerten und einen Weihnachtsmarkt, sammelten die ehrenamtlich tätigen Mitglieder seit 2011 Geld für die Instandsetzung. Ab Mai 2013 begannen die Bauarbeiten. Ein Jahr später gab eine Familie eine Bibel der Gemeinde zurück, die sie als Vertriebene gegen Kriegsende aus dem Bauwerk mitgenommen hatten.

## Baubeschreibung
Das Bauwerk wurde überwiegend aus Mauerziegeln errichtet. Der Chor hat einen dreiseitigen Ostschluss. An der nördlichen und südlichen Chorwand ist je ein segmentbogenförmiges Fenster. Sie werden durch ein drittes, höher gesetztes und deutlich größeres Ovalfenster an der Ostwand in Medaillonform ergänzt. Die Ecken des Bauwerks sind durch Lisenen betont und führen dazu, dass an der Ostwand das darüber befindliche, mit Biberschwanz gedeckte Dach die bogenförmige Ausprägung des hochgesetzten Fensters aufnimmt. Dieses Stilmittel findet der Betrachter auch an der südlichen Wand des Kirchenschiffs wieder. Dort prägt ein großes, dreigeteiltes Fenster die Fassade. Die Nordseite ist weitaus schlichter gestaltet und beinhaltet in Richtung Chor lediglich ein großes segmentbogenförmiges Fenster. Nach Westen schließt sich der Kirchturm an, der die volle Breite des Kirchenschiffs aufnimmt. Die untere Hälfte wurde ebenfalls aus Mauerziegeln errichtet, darüber ist ein Fachwerk mit einem Gefach aus schwarz gestrichenem Holz mit einer Ausfachung aus weiß gestrichenem Lehmputz.
Das Turmgeschoss wurde ebenfalls aus Fachwerk erstellt. An der Nord-, West- und Südseite ist je eine große, an der Ostseite eine kleine Klangarkade. Daran schließt sich der achteckige, mit Biberschwanz gedeckte Turmhelm an, der mit Turmkugel und Kreuz abschließt. Der Zugang zum Bauwerk erfolgt über ein schlichtes, rechteckiges Westportal. Südlich des Bauwerks ist ein Friedhof.

## Ausstattung
Die Ausstattung ist schlicht und stammt aus der Bauzeit der Kirche. Sie ist in ihrem Innern mit einer Tonnendecke ausgestattet. An der Ostwand sind die Reste einer Sakramentsnische erkennbar.
Am 21. August 2022 wurde vor der Kirche ein Mahnmal des Holzbildhauers Hans-Ulrich Kittelmann enthüllt, das an einen großen Waldbrand im August 2018 erinnern soll. Es ergänzt eine Gedenktafel für die Einsatzkräfte, die seinerzeit ein Übergreifen der Flammen auf das Dorf verhindert hatten.